# たそがれは逢魔の時間
『たそがれは逢魔の時間』（たそがれはおうまのじかん）は、大島弓子による日本の漫画作品。『週刊少女コミック』（小学館）1979年4号に掲載された。
青島広志により、クラシックのオペラとして3度公演。
また、FM東京『夢のひととき』にてラジオドラマが放送されている。

## あらすじ
サラリーマンの道端譲は、あるとき、25年前に片思いしていた相手がショーウィンドの前で小物を見つめている光景と同じ状況で、同様の行動をしている少女に出会う。思わず人違いだったといういいわけをするが、翌日、本を落としたその少女に声をかけ、初恋の少女に与える予定だった手製の小物を渡す。その結果、譲はジャムと名乗るその少女と知り合いになり、つきあわされることになった。譲をからかうかのような行動をとるかと思えば、降雪に無邪気に喜ぶジャムの姿に、有りし日の初恋相手の姿を重ねる譲だが、実はジャムには少女売春をしているという裏の顔があった。

## 登場人物
道端譲（みちはた ゆずる）
主人公で、某会社の部長。四分の一世紀前に見た風景とそっくりの、ショーウィンドを除くジャムの姿に看取れてしまう。翌日、声をかけたことがきっかけでジャムにつきあわされることになり、思わずネージュ≓エンジェルと彼女を評する。彼女の正体を知り、自分の貯金通帳を与え、売春をやめるようにという。妻から離婚を切り出された後、ジャムと出会った街角で彼女を待ち続けるが、出くわすことはなかった。
邪夢（ジャム）
中学生位のロングパーマの腰まで届く黒髪のセーラー服姿の少女。ジャムとは、本人が譲に名乗った名前で、本名は不明。譲から「学校で中年の生態を調べよなんて宿題を出されたのかね」と尋ねられた際に、「レポートといって。ちょっとニュアンスがちがう「このみの男性を調べよ」と答え、続けて名乗った名前で「あまくとろけるストロベリージャム」と語ったもの。譲のことを「ドクター」と呼ぶ。譲が初恋の女性に渡す筈だった小物をかわりに貰って欲しいと渡した際に、夕方に自分とデートをしてくれることを条件に貰う。その後も何度か譲と会い、妻の多美とも知り合いになる。実は、昼は中学生、夜は娼婦の生活をしており、両親が残した遺産で暮らしていた。告白後、髪を切り、譲から貰った小物を多美に渡し、姿を消す。
道端多美（みちはた たみ）
譲の妻。夫との間には子供はいない。忘れ物を届けに来たところ、夫がジャムに小物をあげているところを目撃し、驚かされる。積雪の日にジャムとの逢瀬を楽しんでいる夫に声をかけ、ジャムと知り合いになる。デパートの中で多美をみかけたというジャムの発言に驚かされる。実は三年前から講習会を口実に浮気をしており、夫がジャムに貯金通帳を渡した日に別れ話を切り出す。荷物をまとめている間に、髪を切ったジャムから、譲が渡した小物を渡される。
譲の初恋の少女
多美の隣のクラスの少女で、上述のように譲はショーウィンドに佇む彼女に声をかけて、人ちがいだと返答したり、雪の日に彼女に傘を渡すことができなかったりしていた。十年前に多美は同窓会で、その女生徒がなくなったという話を聞いていた。

## 解説
- 斎藤次郎は、この作品を道端譲氏のイニシエーション・トリップとしてとらえ、以下のように評している。

- 藤本由香里は、既に過ぎ去ってしまったけれども消えない思い出と、今、手の中にあるけれども、そこからすり抜けて行ってしまいそうなもののどちらも愛おしく感じるとして、繊細な切なさを持ったラストが印象的であり、『なごりの夏の』など、「よみがえる過去」も大島弓子のテーマの一つだと評している[4]。

## 単行本
- 『綿の国星』第2巻 白泉社、花とゆめコミックス（1979年6月20日刊）…巻末に収録。
- 『大島弓子選集第8巻  四月怪談』朝日ソノラマ（1986年1月31日刊）
  - 収録作品 -『ヒー・ヒズ・ヒム』・『草冠の姫』・『パスカルの群れ』・『たそがれは逢魔の時間』・『四月怪談』・『赤すいか黄すいか』・『雛菊物語』・『裏庭の柵をこえて』
- 『夏のおわりのト短調』白泉社、白泉社文庫（1995年6月21日刊）
  - 収録作品 -『夏のおわりのト短調』・『たそがれは逢魔の時間』・『赤すいか黄すいか』・『裏庭の柵をこえて』・『あまのかぐやま』
- 『大島弓子が選んだ大島弓子選集 1 ミモザ館でつかまえて』メディアファクトリー、MFコミックス（2008年9月18日刊）
  - 収録作品 -『ミモザ館でつかまえて』・『野イバラ荘園』・『F式蘭丸』・『全て緑になる日まで』・『夏のおわりのト短調』・『草冠の姫』・『たそがれは逢魔の時間』・短編小説『近未来オリンピック』

## オペラ
日本オペラ協会公演 日本オペラシリーズNo.28《たそがれは逢魔の時間》《死神》
公演団体：日本オペラ協会、1983年10月5日 - 10月7日、会場：日本都市センターホール
落語「死神」との同時公演。
以下は、本原作の担当のみ。
総監督：大賀寛、指揮：青島広志、演出：宮島春彦、ほか。

日本語オペラシアターおいさ座公演《たそがれは逢魔の時間》《智恵子抄》
公演団体：日本語オペラシアターおいさ座、2003年11月24日、会場：アピア八日市 アピアホール
詩集「智恵子抄」との同時公演。
以下は、本原作の担当のみ。
作曲：青島広志、台本：青島広志・宮島春彦、ほか。

日本オペラ協会公演 日本オペラシリーズNo.65《たそがれは逢魔の時間》《三人の女達の物語》
公演団体：日本オペラ協会、2005年3月11日 - 3月13日、会場：イイノホール
「三人の女達の物語」との同時公演。
以下は、本原作の担当のみ。
作曲：青島広志、台本：青島広志・宮島春彦、総監督：大賀寛、指揮：坂本和彦、演出：岩田達宗、ほか。

## ラジオドラマ
1987年2月9日から13日にかけて、FM東京『夢のひととき』にてラジオドラマが放送。出演は林隆三ほか。